# Station Lund-Centraal
Station Lund-Centraal (Zweeds: Lunds centralstation, Lund C) is een spoorwegstation in de Zweedse stad Lund. 

## Geschiedenis
Het stationsgebouw werd in de jaren 1850 gebouwd. Het stationsgebouw was nog niet klaar toen in 1856 de spoorlijn naar Malmö werd geopend. Pas in 1858, bij de verlenging van de Södra stambanan naar het noorden, werd het stationsgebouw in gebruik genomen. Van 1872 tot 1875 werden er vleugels aangebouwd en van 1923 tot 1926 werd het gebouw verder uitgebreid. Sinds 1972 heeft het stationsgebouw een monumentale status.
Het stationsgebied is meerdere malen gerenoveerd. Tijdens de eerste grote verbouwing van het station in de jaren 1920 werd een voetgangerstunnel gebouwd van het stationsgebouw naar de perrons. De huidige hoofdbrug over het spoor is in 1996 opgeleverd, in 2014 werd aan de noordzijde van de perrons een tweede brug over de sporen (de Skyttelbron) geopend. 

## Ligging
Het station ligt aan de westkant van het centrum van Lund. Het station is voorzien van vier perrons en zes perronsporen, de twee middenperrons zijn door middel van twee bruggen en een tunnel met elkaar en met de stad verbonden.
Het station ligt op het punt waar de Södra stambanan, de spoorlijn vanuit Stockholm naar Malmö samenkomt met de Västkustbanan, de spoorlijn vanuit Göteborg naar Malmö. 
Sinds 2020 heeft de tram van Lund zijn beginhalte tegenover het station aan de centrumzijde.

## Treindienst
Door de ligging van het station kent het station een frequente treindienst, alle treinen van zowel de Södra stambanan als de Västkustbanan bedienen het station.

### Langeafstandstreinen
Op het station stoppen langeafstandstreinen van zowel SJ als Snälltåget. Overdag worden de volgende verbindingen aangeboden:
- SJ Snabbtåg tussen Stockholm, Malmö en Kopenhagen (Denemarken). Deze verbinding rijdt gemiddeld elk uur, met treinen van het type X2.
- SJ Snabbtåg tussen Göteborg en Malmö. Deze verbinding rijdt meermaals per dag, hier worden meestal treinen van het type X55 ingezet.
- Snälltåget tussen Stockholm, Malmö en Kopenhagen. Deze treinen rijden meermaals per dag.

's Nachts worden de volgende verbindingen aangeboden:
- SJ Euronight tussen Stockholm, Hamburg en Berlijn
- SJ Nattåg tussen Stockholm en Malmö
- SJ Nattåg tussen Malmö en Duved (seizoensgebonden)
- Snälltåget tussen Stockholm, Hamburg, Berlijn en Dresden (seizoensgebonden)
- Snälltåget tussen Stockholm, München en Salzburg (seizoensgebonden)

### Regionale treinen
Het station is een druk knooppunt voor regionale treinen in de regio Skåne. 
Alle treinen van Øresundståg stoppen op het station. Naar Malmö en Kopenhagen is er een frequente treindienst, met tot vier treinen per uur overdag en 's nachts elk uur een trein. Richting Kalmar, Göteborg en Karlskrona rijden overdag gemiddeld elk uur treinen. 
De treindienst binnen Skåne wordt uitgevoerd door Pågatågen, dat een frequente treindienst onderhoudt op verschillende routes via het station.